# Lodewijk Johan Sigismund van Kempen
Lodewijk Johan Sigismund van Kempen (Utrecht, 24 maart 1838 - 's-Gravenhage, 15 mei 1910) was een Nederlands politicus.
Van Kempen was een Haags gemeenteraadslid en directeur en firmant van een fabriek van zilverwerken, die tijdens het kabinet-Mackay Tweede Kamerlid voor de ARP was. Hij speelde geen grote rol in de Kamer en sprak vrij zelden. Zijn broer, Antonius Everdinus van Kempen, was later Tweede Kamerlid voor het district Leiden. Hij pleitte in de Haagse gemeenteraad voor verfraaiing van de stad door de aanleg van parken.
- Biografisch Portaal: 34302210
- Parlement.com: vg09ll26jcqb
- RKD-Nederlands Instituut voor Kunstgeschiedenis: 473368